# 拉斯塔布斯區

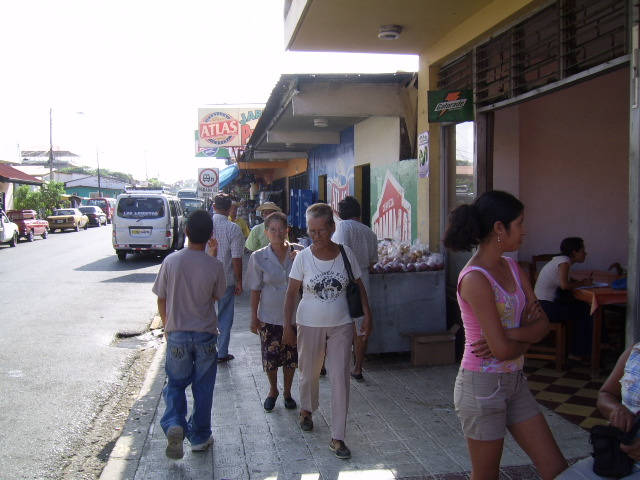

拉斯塔弗拉斯區（西班牙語：Distrito de Las Tablas），是巴拿馬的一個行政區，位於該國中南部，由洛斯桑托斯省負責管轄，始建於1671年7月19日，面積711.2平方公里，2010年人口27,146，人口密度每平方公里38.17人。
7°46′N 80°17′W / 7.767°N 80.283°W